# Lathrolestes profenusae
Lathrolestes profenusae là một loài tò vò trong họ Ichneumonidae.